# Mörebergssjön
Mörebergssjön är en sjö i Nässjö kommun i Småland och ingår i Lagans huvudavrinningsområde. Sjön är 3,5 meter djup, har en yta på 0,0912 kvadratkilometer och befinner sig 271,9 meter över havet. Sjön avvattnas av vattendraget Lagan (Härån).

## Delavrinningsområde
Mörebergssjön ingår i det delavrinningsområde (638316-141814) som SMHI kallar för Ovan 638308-141735. Medelhöjden är 304 meter över havet och ytan är 49,64 kvadratkilometer. Det finns inga delavrinningsområden uppströms utan avrinningsområdet är högsta punkten. Delavrinningsområdets utflöde Lagan (Härån) mynnar i havet. Delavrinningsområdet består mestadels av skog (62 procent), jordbruk (12 procent) och sankmarker (12 procent). Avrinningsområdet har 0,09 kvadratkilometer vattenytor vilket ger det en sjöprocent på 0,2 procent. Bebyggelsen i området täcker en yta av 1,75 kvadratkilometer eller 4 procent av avrinningsområdet.